# Olympische Sommerspiele 1972/Teilnehmer (Frankreich)
| Gelbes Symbol für Goldmedaillen mit stilisierten Olympischen Ringen | Graues Symbol für Silbermedaillen mit stilisierten Olympischen Ringen | Braundes Symbol für Bronzemedaillen mit stilisierten Olympischen Ringen |
| ------------------------------------------------------------------- | --------------------------------------------------------------------- | ----------------------------------------------------------------------- |
| 2                                                                   | 4                                                                     | 7                                                                       |

Frankreich nahm an den Olympischen Sommerspielen 1972 in München mit insgesamt 227 Athleten, davon 197 Männer und 30 Frauen, in achtzehn Sportarten teil. Fahnenträger bei der Eröffnungsfeier war der Fechter Jean-Claude Magnan.

## Teilnehmer nach Sportarten

### Bogenschießen
| Männer - Alain Convard Einzel: 44. Platz - Jacques Doyen Einzel: 21. Platz - Louis-Henri Lemirre Einzel: 42. Platz | Frauen - Pierrette Dame Einzel: 31. Platz - Herrad Frey Einzel: 27. Platz |

### Boxen
Männer
- Maurice Apeang
Federgewicht: 1. Runde

- Guitry Bananier
Leichtgewicht: 2. Runde

- Michel Belliard
Halbmittelgewicht: 2. Runde

- Aldo Cosentino
Bantamgewicht: 2. Runde

- Rabah Khaloufi
Fliegengewicht: 1. Runde

- Henri Moreau
Halbschwergewicht: 1. Runde

### Fechten
| Männer - Jean-Pierre Allemand Degen, Mannschaft: 4. Platz - Philippe Bena Säbel, Einzel: Viertelfinale Säbel, Mannschaft: 7. Platz - Gilles Berolatti Florett, Mannschaft: Bronze - Régis Bonnissent Säbel, Einzel: 5. Platz Säbel, Mannschaft: 7. Platz - Jacques Brodin Degen, Einzel: 6. Platz Degen, Mannschaft: 4. Platz - Bernard Dumont Säbel, Mannschaft: 7. Platz - François Jeanne Degen, Einzel: Viertelfinale Degen, Mannschaft: 4. Platz - Jacques Ladègaillerie Degen, Einzel: Silber Degen, Mannschaft: 4. Platz - Jean-Claude Magnan Florett, Mannschaft: Bronze - Pierre Marchand Degen, Mannschaft: 4. Platz - Christian Noël Florett, Einzel: Bronze Florett, Mannschaft: Bronze - Serge Panizza Säbel, Mannschaft: 7. Platz - Daniel Revenu Florett, Einzel: Halbfinale Florett, Mannschaft: Bronze - Bernard Talvard Florett, Einzel: Halbfinale Florett, Mannschaft: Bronze - Bernard Vallée Säbel, Einzel: Halbfinale Säbel, Mannschaft: 7. Platz | Frauen - Marie-Chantal Depetris-Demaille Florett, Einzel: 4. Platz Florett, Mannschaft: 6. Platz - Brigitte Gapais-Dumont Florett, Einzel: Halbfinale Florett, Mannschaft: 6. Platz - Claudette Herbster-Josland Florett, Mannschaft: 6. Platz - Catherine Rousselet-Ceretti Florett, Einzel: Halbfinale Florett, Mannschaft: 6. Platz |

### Gewichtheben
Männer
- Jean-Paul Fouletier
Schwergewicht: 14. Platz

- Pierre Gourrier
Mittelschwergewicht: 10. Platz

- Aimé Terme
Mittelgewicht: 15. Platz

### Hockey
Männer
- 12. Platz

- Kader
Patrick Burtschell
Gilles Capelle
Marc Chapon
Georges Corbel
Francis Coutou
Jean-Luc Darfeuille
Georges Grain
Thierry Havet
Christian Honneger
Yves Langlois
Olivier Moreau
Eric Pitau
Charles Pous
Marc Remise
Pierre Roussel
Jean-Paul Sauthier
Alain Tétard

### Judo
Männer
- Pierre Albertini
Halbschwergewicht: 7. Platz

- Jean-Claude Brondani
Schwergewicht: 5. Platz
Offene Klasse: Bronze

- Jean-Paul Coche
Mittelgewicht: Bronze

- Jean-Jacques Mounier
Leichtgewicht: Bronze

- Patrick Vial
Halbmittelgewicht: 10. Platz

### Kanu
| Männer - Jean-Pierre Cordebois & Didier Niquet Kajak-Zweier, 1000 Meter: 6. Platz - Patrick Maccari Kajak-Einer, Slalom: 11. Platz - Eric Koechlin Kajak-Einer, Slalom: 16. Platz - Alain Colombe Kajak-Einer, Slalom: 21. Platz - Jean-François Millot Canadier-Einer, 1000 Meter: Hoffnungslauf - Alain Acart & Gérald Delacroix Canadier-Zweier, 1000 Meter: Hoffnungslauf - Michel Trenchant Canadier-Einer, Slalom: 12. Platz - Claude Baux Canadier-Einer, Slalom: 15. Platz - François Bonnet Canadier-Einer, Slalom: 18. Platz - Jean-Claude Olry & Jean-Louis Olry Canadier-Zweier, Slalom: Bronze | Frauen - Françoise Gaud Kajak-Einer, 500 Meter: Halbfinale |

### Leichtathletik
| Männer - Jacques Accambray Hammerwurf: 19. Platz - Arnjolt Beer Kugelstoßen: 21. Platz in der Qualifikation - Gilles Bertould 400 Meter: Viertelfinale 4 × 400 Meter: Bronze - Patrick Bourbeillon 4 × 100 Meter: 7. Platz - Jacky Boxberger 1500 Meter: Halbfinale - Yves Brouzet Kugelstoßen: 12. Platz - Gérard Buchheit 3000 Meter Hindernis: Vorläufe - André Byrame 100 Meter: Vorläufe - Jacques Carette 4 × 400 Meter: Bronze - Dominique Chauvelot 100 Meter: Viertelfinale - Bruno Cherrier 200 Meter: Halbfinale 4 × 100 Meter: 7. Platz - Jean-Pierre Corval 400 Meter Hürden: Halbfinale - Jean-Claude Decosse 50 Kilometer Gehen: DNF - Guy Drut 110 Meter Hürden: Silber - Jean-Pierre Dufresne 1500 Meter: Halbfinale - Henry Elliott Hochsprung: 15. Platz - Hervé d’Encausse Stabhochsprung: kein gültiger Versuch im Finale - Gérard Fenouil 4 × 100 Meter: 7. Platz - Bernard Gauthier Hochsprung: 14. Platz - Francis Gonzalez 800 Meter: Vorläufe - Jean-Pierre Grès 4 × 100 Meter: 7. Platz - Francis Kerbiriou 400 Meter: Viertelfinale 4 × 400 Meter: Bronze - Fernand Kolbeck Marathon: 28. Platz - Bernard Lamitié Dreisprung: 10. Platz - René Metz 200 Meter: Viertelfinale 4 × 100 Meter: 7. Platz (nur im Vorlauf eingesetzt) - Jean-Pierre Perrinelle 400 Meter Hürden: Vorläufe - Wladimir Prichodko Hammerwurf: 29. Platz in der Qualifikation - Jacques Rousseau Weitsprung: 10. Platz - Yves Le Roy Zahnkampf: 12. Platz - Lucien Sainte-Rose 200 Meter: Halbfinale - Roqui Sanchez 800 Meter: Vorläufe - Alain Sans 800 Merer: Halbfinale - Alain Sarteur 100 Meter: Halbfinale - Jean-Pierre Schoebel Zehnkampf: 18. Platz - Noël Tijou 10.000 Meter: Vorläufe - Christian Tourret Weitsprung: 24. Platz in der Qualifikation - François Tracanelli Stabhochsprung: 8. Platz - Lolésio Tuita Speerwurf: 11. Platz - Roger Velasquez 400 Meter: Viertelfinale 4 × 400 Meter: Bronze - Jean-Paul Villain 3000 Meter Hindernis: 11. Platz - Raymond Zembri 5000 Meter: Vorläufe | Frauen - Jacqueline André 100 Meter Hürden: Vorläufe - Colette Besson 400 Meter: Viertelfinale 4 × 400 Meter: 4. Platz - Marie-Christine Debourse Fünfkampf: 17. Platz - Odette Ducas Weitsprung: 20. Platz in der Qualifikation Fünfkampf: 22. Platz - Nicole Duclos 400 Meter: Halbfinale 4 × 400 Meter: 4. Platz - Martine Duvivier 800 Meter: Vorläufe 4 × 400 Meter: 4. Platz - Bernadette Martin 4 × 400 Meter: 4. Platz - Sylviane Telliez 100 Meter: Viertelfinale 200 Meter: Halbfinale |

### Moderner Fünfkampf
Männer
- Jean-Pierre Giudicelli
Einzel: 22. Platz
Mannschaft: 7. Platz

- Michel Gueguen
Einzel: 10. Platz
Mannschaft: 7. Platz

- Raoul Gueguen
Einzel: 30. Platz
Mannschaft: 7. Platz

### Radsport
Männer
- Bernard Bocquet
4000 Meter Mannschaftsverfolgung: 15. Platz in der Qualifikation

- Jacques Bossis
4000 Meter Mannschaftsverfolgung: 15. Platz in der Qualifikation

- Bernard Bourreau
Straßenrennen: 39. Platz

- Marcel Duchemin
Straßenrennen: 65. Platz

- Henri Fin
1000 Kilometer Mannschaftszeitfahren: 18. Platz

- Jean-Jacques Fussien
4000 Meter Mannschaftsverfolgung: 15. Platz in der Qualifikation

- Claude Magni
1000 Kilometer Mannschaftszeitfahren: 18. Platz

- Raymond Martin
Straßenrennen: DNF

- Jean-Claude Meunier
1000 Kilometer Mannschaftszeitfahren: 18. Platz

- Daniel Morelon
Sprint: Gold 
Tandemsprint: 4. Platz

- Régis Ovion
Straßenrennen: 15. Platz

- Gérard Quintyn
Sprint: 6. Runde

- Guy Sibille
1000 Kilometer Mannschaftszeitfahren: 18. Platz

- Pierre Trentin
1000 Meter Zeitfahren: 10. Platz
Tandemsprint: 4. Platz

- Michel Zuccarelli
4000 Meter Einerverfolgung: 20. Platz in der Qualifikation
4000 Meter Mannschaftsverfolgung: 15. Platz in der Qualifikation

### Reiten
- Dominique Bentejac
Vielseitigkeitsreiten, Einzel: 42. Platz
Vielseitigkeitsreiten, Mannschaft: 11. Platz

- Armand Bigot
Vielseitigkeitsreiten, Einzel: 34. Platz
Vielseitigkeitsreiten, Mannschaft: 11. Platz

- Marc Deuquet
Springen, Mannschaft: 10. Platz

- Pierre Durand
Springen, Mannschaft: 10. Platz

- François Fabius
Vielseitigkeitsreiten, Einzel: 43. Platz
Vielseitigkeitsreiten, Mannschaft: 11. Platz

- Janou Lefèbvre
Springen, Einzel: 37. Platz

- Hubert Parot
Springen, Einzel: 31. Platz
Springen, Mannschaft: 10. Platz

- Michel Robert
Vielseitigkeitsreiten, Einzel: 17. Platz
Vielseitigkeitsreiten, Mannschaft: 11. Platz

- Patrick le Rolland
Dressur, Einzel: 23. Platz

- Marcel Rozier
Springen, Einzel: 7. Platz
Springen, Mannschaft: 10. Platz

### Ringen
Männer
- André Bouchoule
Mittelgewicht, griechisch-römisch: 2. Runde
Mittelgewicht, Freistil: 2. Runde

- Georges Carbasse
Leichtgewicht, Freistil: 4. Runde

- Michel Grangier
Halbschwergewicht, Freistil: 4. Runde

- Daniel Robin
Weltergewicht, griechisch-römisch: 6. Platz
Weltergewicht, Freistil: 5. Platz

- Théodule Toulotte
Federgewicht, griechisch-römisch: 2. Runde
Federgewicht, Freistil: 4. Runde

### Rudern
Männer
- Jean-Noël Ribot & Roland Thibaut
Doppelzweier: 11. Platz

- Jean-Claude Coucardon, Christian Durniak & Alain Lacoste
Zweier mit Steuermann: Hoffnungslauf

- Gérard Chenuet, Yves Fraisse, Roger Rouyer & Patrick Sellier
Vierer ohne Steuermann: Hoffnungslauf

- Gérard Boyer, Bernard Bruand, Philippe Cabut, Jean-Luc Correia, Jacques Filippini, Jean-Jacques Mulot, Yves Oger, Jean Perrot & Yves Rebelle
Achter: Hoffnungslauf

### Schießen
- Jean-Jacques Baud
Trap: 28. Platz

- Jean Baumann
Schnellfeuerpistole: 26. Platz

- Michel Carrega
Trap: Silber

- Gérard Denecheau
Freie Pistole: 9. Platz

- Gilbert Emptaz
Kleinkaliber, Dreistellungskampf. 24. Platz

- Jean Faggion
Freie Pistole: 18. Platz

- Michel Fontaine
Kleinkaliber, liegend: 45. Platz

- Jean-Richard Germont
Schnellfeuerpistole: 35. Platz

- Roger Mangin
Skeet: 37. Platz

- Patrice de Mullenheim
Kleinkaliber, Dreistellungskampf. 38. Platz

- André Noël
Kleinkaliber, liegend: 84. Platz

- Élie Pénot
Skeet: 7. Platz

- Roger Renaux
Laufende Scheibe: 16. Platz

### Schwimmen
| Männer - Pierre Baehr 100 Meter Rücken: Vorläufe 200 Meter Rücken: Vorläufe - Jean-Paul Berjeau 100 Meter Rücken: Halbfinale 200 Meter Rücken: 8. Platz 4 × 100 Meter Lagen: Vorläufe - Pierre Caland 200 Meter Freistil: Vorläufe 4 × 200 Meter Freistil: Vorläufe - Bernard Combet 100 Meter Brust: Halbfinale - Pierre-Yves Copin 4 × 200 Meter Freistil: Vorläufe - Alain Hermitte 100 Meter Freistil: Vorläufe 4 × 100 Meter Freistil: 7. Platz - Roger-Philippe Menu 100 Meter Brust: Halbfinale 200 Meter Brust: Vorläufe 4 × 100 Meter Lagen: Vorläufe - Jean-Jacques Moine 4 × 200 Meter Freistil: Vorläufe - Alain Mosconi 4 × 100 Meter Freistil: 7. Platz 100 Meter Schmetterling: Vorläufe 4 × 100 Meter Lagen: Vorläufe - Michel Rousseau 100 Meter Freistil: 7. Platz 4 × 100 Meter Freistil: 7. Platz 4 × 200 Meter Freistil: Vorläufe 4 × 100 Meter Lagen: Vorläufe - Gilles Vigne 100 Meter Freistil: Vorläufe 4 × 100 Meter Freistil: 7. Platz | Frauen - Guylaine Berger 100 Meter Freistil: Vorläufe 4 × 100 Meter Freistil: Vorläufe - Josiane Castiau 4 × 100 Meter Lagen: Vorläufe - Martine Claret 4 × 100 Meter Lagen: Vorläufe - Claude Mandonnaud 100 Meter Freistil: Halbfinale 4 × 100 Meter Freistil: Vorläufe 4 × 100 Meter Lagen: Vorläufe - Sylvie Le Noach 100 Meter Brust: Vorläufe 200 Meter Brust: Vorläufe 4 × 100 Meter Lagen: Vorläufe - Christine Petit 4 × 100 Meter Freistil: Vorläufe - Chantal Schertz 100 Meter Freistil: Vorläufe 4 × 100 Meter Freistil: Vorläufe |

### Segeln
- Serge Maury
Finn-Dinghy: Gold

- Marc Pajot & Yves Pajot
Flying Dutchman: Silber

- Yves Devillers & Marcel Troupel
Tempest: 9. Platz

- Bernard Drubay, Jean-Marie le Guillou & Jean-Yves Pellerin[1]
Soling: 4. Platz

- François Girard, Patrick Rieupeyrout & René Sence
Drachen: 18. Platz

### Turnen
| Männer - Henri Boërio Einzelmehrkampf: 76. Platz in der Qualifikation Mannschaftsmehrkampf: 13. Platz Boden: 41. Platz in der Qualifikation Pferd: 95. Platz in der Qualifikation Barren: 81. Platz in der Qualifikation Reck: 21. Platz in der Qualifikation Ringe: 69. Platz in der Qualifikation Seitpferd: 95. Platz in der Qualifikation - Christian Deuza Einzelmehrkampf: 72. Platz in der Qualifikation Mannschaftsmehrkampf: 13. Platz Boden: 90. Platz in der Qualifikation Pferd: 87. Platz in der Qualifikation Barren: 68. Platz in der Qualifikation Reck: 60. Platz in der Qualifikation Ringe: 75. Platz in der Qualifikation Seitpferd: 68. Platz in der Qualifikation - Bernard Farjat Einzelmehrkampf: 82. Platz in der Qualifikation Mannschaftsmehrkampf: 13. Platz Boden: 95. Platz in der Qualifikation Pferd: 64. Platz in der Qualifikation Barren: Barren: 81. Platz in der Qualifikation Reck: 86. Platz in der Qualifikation Ringe: 77. Platz in der Qualifikation Seitpferd: 75. Platz in der Qualifikation - Georges Guelzec Einzelmehrkampf: 95. Platz in der Qualifikation Mannschaftsmehrkampf: 13. Platz Boden: 88. Platz in der Qualifikation Pferd: 38. Platz in der Qualifikation Barren: 68. Platz in der Qualifikation Reck: 91. Platz in der Qualifikation Ringe: 102. Platz in der Qualifikation Seitpferd: 97. Platz in der Qualifikation - Christian Guiffroy Einzelmehrkampf: 65. Platz in der Qualifikation Mannschaftsmehrkampf: 13. Platz Boden: 65. Platz in der Qualifikation Pferd: 41. Platz in der Qualifikation Barren: 52. Platz in der Qualifikation Reck: 32. Platz in der Qualifikation Ringe: 85. Platz in der Qualifikation Seitpferd: 82. Platz in der Qualifikation - Jean-Pierre Miens Einzelmehrkampf: 59. Platz in der Qualifikation Mannschaftsmehrkampf: 13. Platz Boden: 72. Platz in der Qualifikation Pferd: 64. Platz in der Qualifikation Barren: 60. Platz in der Qualifikation Reck: 50. Platz in der Qualifikation Ringe: 69. Platz in der Qualifikation Seitpferd: 55. Platz in der Qualifikation | Frauen - Nadine Audin Einzelmehrkampf: 88. Platz in der Qualifikation Mannschaftsmehrkampf: 15. Platz Boden: 95. Platz in der Qualifikation Pferd: 78. Platz in der Qualifikation Stufenbarren: 92. Platz in der Qualifikation Schwebebalken: 85. Platz in der Qualifikation - Mireille Cayre Einzelmehrkampf: 53. Platz in der Qualifikation Mannschaftsmehrkampf: 15. Platz Boden: 28. Platz in der Qualifikation Pferd: 61. Platz in der Qualifikation Stufenbarren: 58. Platz in der Qualifikation Schwebebalken: 54. Platz in der Qualifikation - Catherine Daugé Einzelmehrkampf: 88. Platz in der Qualifikation Mannschaftsmehrkampf: 15. Platz Boden: 96. Platz in der Qualifikation Pferd: 105. Platz in der Qualifikation Stufenbarren: 77. Platz in der Qualifikation Schwebebalken: 85. Platz in der Qualifikation - Elvire Gertosio Einzelmehrkampf: 118. Platz in der Qualifikation Mannschaftsmehrkampf: 15. Platz Boden: 118. Platz in der Qualifikation Pferd: 118. Platz in der Qualifikation Stufenbarren: 99. Platz in der Qualifikation Schwebebalken: 108. Platz in der Qualifikation - Pascale Hermant Einzelmehrkampf: 78. Platz in der Qualifikation Mannschaftsmehrkampf: 15. Platz Boden: 74. Platz in der Qualifikation Pferd: 84. Platz in der Qualifikation Stufenbarren: 82. Platz in der Qualifikation Schwebebalken: 79. Platz in der Qualifikation - Véronique Tilmont Einzelmehrkampf: 57. Platz in der Qualifikation Mannschaftsmehrkampf: 15. Platz Boden: 47. Platz in der Qualifikation Pferd: 69. Platz in der Qualifikation Stufenbarren: 60. Platz in der Qualifikation Schwebebalken: 64. Platz in der Qualifikation |

### Wasserspringen
| Männer - Jacques Deschouwer Turmspringen: 13. Platz in der Qualifikation - Alain Goosen Kunstspringen: 22. Platz in der Qualifikation | Frauen - Christiane Wiles Kunstspringen: 28. Platz in der Qualifikation |